# Castor (Stern)
Castor (lateinische Schreibweise, wörtlich übersetzt „Biber“) oder (griechisch) Kastor ist der zweithellste Stern im Sternbild Zwillinge. Obwohl etwas lichtschwächer als sein Nachbarstern Pollux im selben Sternbild, trägt er in der Astronomie die Bayersche Bezeichnung α Geminorum.
Er ist seit langem als teleskopischer Doppelstern bekannt, tatsächlich aber ein nur selten auftretendes System von insgesamt sechs Sternen. Es lässt sich schon im kleinen Fernrohr in zwei bzw. drei Sterne trennen; freiäugig erscheint es wie ein weißer Einzelstern 1. Größe (1,5 mag), während der etwas nähere Pollux (β Geminorum) rötlich strahlt und mit 1,2 mag um etwa ein Viertel heller wirkt.
Die Namen „Castor und Pollux“ stehen für das von Zeus an den Sternhimmel versetzte Zwillingspaar der Dioskuren, wobei Castor in der griechischen Mythologie der Sterbliche der Halbbrüder war.
In antiken Aufzeichnungen und in der Astrologie wurden die Sterne Castor und Pollux stets als zusammengehörig betrachtet. Sie markieren im Sternbild die Köpfe der beiden unzertrennlichen Zwillinge. Beide Sterne gemeinsam bilden eine Ecke des sogenannten Wintersechsecks.

## Ein sechsfaches Sternsystem
Dass Castor, der etwa 51 Lichtjahre von uns entfernt ist, ein so komplexes Mehrfachsternsystem darstellt, ist erst seit einigen Jahrzehnten bekannt. Die sechs Sterne gruppieren sich in drei Sternpaare, die eng umeinander kreisen, während sie ihren gemeinsamen Schwerpunkt, das Baryzentrum, auf stark elliptischen Bahnen umrunden.
Die drei Sternpaare selbst sind spektroskopische Doppelsterne, d. h. sie lassen sich auch im größten Fernrohr nicht trennen, sondern nur anhand periodischer Änderungen in ihrem Spektrum unterscheiden. Auf zwei der Doppelsterne (also vier der sechs Sterne) entfallen etwa 99,8 Prozent der Gesamtstrahlung.
|  | Aa |
|  |    |
|  | Ab |
|  |    |

|  | Ba |
|  |    |
|  | Bb |
|  |    |

|  | Aa |
|  |    |
|  | Ab |
|  |    |

|  | Ba |
|  |    |
|  | Bb |
|  |    |

|  | Ca |
|  |    |
|  | Cb |
|  |    |

|  | Aa |
|  |    |
|  | Ab |
|  |    |

|  | Ba |
|  |    |
|  | Bb |
|  |    |

|  | Aa |
|  |    |
|  | Ab |
|  |    |

|  | Ba |
|  |    |
|  | Bb |
|  |    |

|  | Ca |
|  |    |
|  | Cb |
|  |    |

Diese beiden Hauptkomponenten, kurz als α Gem A und α Gem B bezeichnet, sind 1,9 mag bzw. 2,9 mag hell und gehören den Spektralklassen A1 bzw. A2m an. Ihre Umlaufzeit beträgt 420 Jahre. Mit ihrer Winkeldistanz von derzeit 4–5" sind sie schon in kleinen Fernrohren trennbar. Beide sind jedoch wiederum spektroskopische, also nicht optisch auflösbare Doppelsterne (genannt Aa, Ab, Ba, Bb),  die zur Leuchtkraftklasse V gehören.  Demnach sind alle vier Sterne (ebenso wie unsere Sonne) sogenannte Hauptreihensterne.
Die dritte Komponente, kurz als α Gem C, mit der alternativen Bezeichnung YY Geminorum ist ein bedeckungsveränderlicher Stern, bestehend aus zwei Roten Zwergen. YY Geminorum ist nur 8,07 mag hell
und umrundet das Castor-System in einem Abstand von etwa 70" von den Komponenten A und B. Der Positionswinkel zu A beträgt 164°.
Die drei Hauptsterne können mit dem Teleskop beobachtet werden, wobei die Trennung der näher zusammen stehenden A und B von Jahr zu Jahr leichter wird, da sie momentan von der Erde aus gesehen auseinander streben. Derzeit (2011) ist zur Auflösung ein Fernrohr mit etwa 5 Zentimeter Objektivöffnung erforderlich.

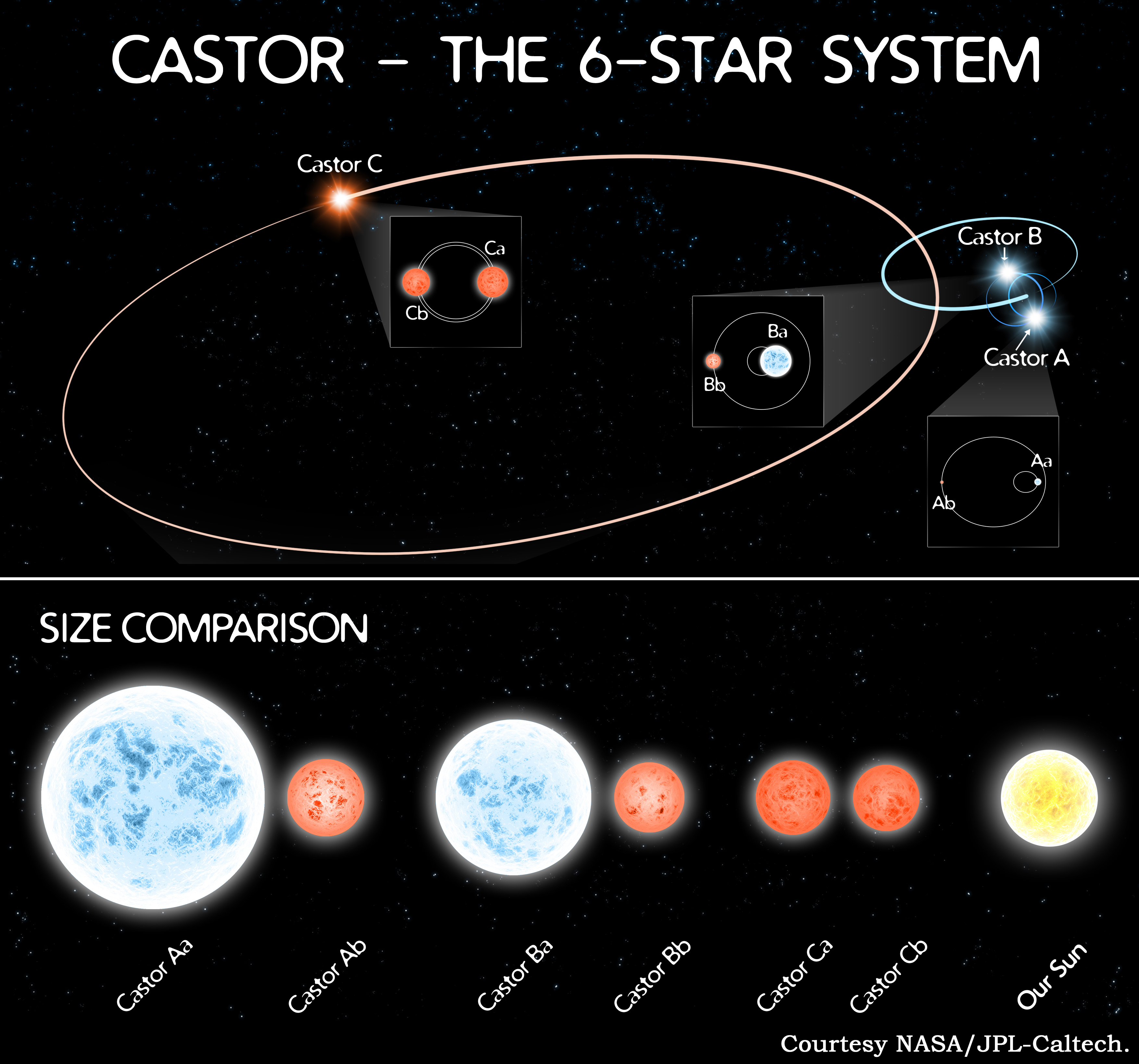
Graphische Darstellung des Sternsystems von Castor.

| Jahr | Abstand | Positionswinkel |
| ---- | ------- | --------------- |
| 1990 | 3"      | 76°             |
| 1995 | 3,5"    | 69°             |
| 2000 | 3,9"    | 65°             |
| 2005 | 4,3"    | 61°             |
| 2010 | 4,7"    | 57°             |

|                | Aa   | Ab             | Ba    | Bb      | Ca      | Cb      |
| -------------- | ---- | -------------- | ----- | ------- | ------- | ------- |
| Spektralklasse | A1 V | ? (evtl. M5 V) | A2 Vm | M2 V    | M0,5 Ve | M0,5 Ve |
| Masse (M☉)     | 2,15 | 0,4–0,6        | 1,7   | 0,4–0,6 | 0,62    | 0,57    |
| Radius (R☉)    | 2,3  | ?              | 1,6   | ?       | 0,76    | 0,68    |